# Laia Vidosa
Laia Vidosa Artigas née le 8 janvier 1999, est une joueuse espagnole de hockey sur gazon. Elle évolue au Júnior FC et avec l'équipe nationale espagnole.

## Carrière
Elle a fait ses débuts le 4 février 2022 contre les Pays-Bas à Valence lors de la Ligue professionnelle 2021-2022.